# Takehiro Ohno
Takehiro Ohno (Tomakmai, Hokkaido, 1967) és un nutricionista, conferencista, presentador, empresari i cuiner japonès.

## Biografia
És rebesnet de samurais tradicionals japonesos. Va estudiar llicenciatura en nutrició, a la Universitat en Nutrició al Japó, després va estudiar cuina japonesa i espanyola. Va viure a Espanya, va obrir el seu restaurant "Ohno Neo Bistro" a Punta del Este, Uruguai des d'on inicià el seu camí per Llatinoamèrica, actualment té el seu restaurant "Ohno Obsolet Bistró" a Buenos Aires.
Conegut per tenir tres anys consecutius a la televisió el cicle "Ohno", al canal Gourmet. També fa conferències i classes magistrals de cuina pel món.
Va contreure matrimoni i és pare de dos fills: Maiuko i Ginkgo Ohno.